# ホローヒウ
ホローヒウ（ウクライナ語: Горохів）はウクライナのヴォルィーニ州ホローヒウ地区にある都市。ルィーパ川の河岸に位置する。都市の高さは海抜213 mである。面積は11 km²。人口は8,925人 (2022年1月1日)。
ホローヒウは1240年に創建された。1600年に自治権を獲得した。1940年に市制施行された。
首都キエフまでの直線距離は409 km、車道で469 kmとなっている。州庁所在地までの直線距離は50 km、鉄道で66 km、車道で53.2 kmとなっている。